# Mérgező rózsa
A Mérgező rózsa (eredeti cím: The Poison Rose, nemzetközileg Eye for a Eye) 2019-es amerikai thrillerfilm, melyet George Gallo és Francesco Cinquemani rendezett. A főszereplők John Travolta és Morgan Freeman. A forgatókönyvet Richard Salvatore, Francesco Cinquemani és Luca Giliberto írta, Salvatore azonos című regénye alapján.
2019. május 24-én mutatta be a Lionsgate, Magyarországon DVD-n jelent meg szinkronizálva, 2020. október közepén.
A film a Terre di Siena Filmfesztiválon megkapta a legjobb nemzetközi rendező díját.

## Cselekmény
Carson Phillips magánnyomozót szülővárosába, Texasba invitálják nyomozni. Barbara Van Poole eltűnt beteget kell keresnie. Az elmegyógyintézethez érve, ahol állítólag tartózkodik, észreveszi a személyzet tagjain, hogy idegesek, amikor kérdezget tőlük. Dr. Miles Mitchell főorvos elmondása szerint a nő terápiákon vesz részt és nem tudja hol van.
Találkozik ex-feleségével, Jayne-nel és lányukkal, Becky-vel. Becky a sztárvédő Happynek a felesége. Egy este, az egyik játék során Happy hirtelen meghal, és a rendőrség erősen gyanakodik Becky-re. Jayne segítséget kér Carsontól. Beckyt Happy folyamatosan bántalmazta, de mivel ő volt a sztárvédő, a rendőrség nem tartóztatta le. Dr. Miles, az elmegyógyintézet orvosa megölte betegeit, beleértve Barbara Poole-t is, és elásta az épület körül, majd összegyűjtötte társadalombiztosítási pénzüket. Carson kideríti az igazságot, viszont Dr. Milest az egyik beteg agyon lövi.
Carson és Jayne kibékül, a férfi hamarosan talál egy üveg rák elleni tablettát. Ugyanezt az anyagot találták meg Happy vérében. Ezt követően megvádolják a nőt, aki kijelenti "bármit megtesz a lánya védelme érdekében, hogy ne essék bántódása", ekkor rájönnek, ő volt az, aki megmérgezte Happyt. Beckynek végül bevallja, hogy ő tette. Először Jayne mindent tagad, de végül beismeri, mert attól tartott, Happy megölte volna a lányát. Becky végül megbocsát neki.
A film végén Carson kijelenti, hogy hazamegy, de aztán rájött, otthon van, ami azt jelenti, hogy az exével és a lányával maradt ahelyett, hogy visszament volna Los Angelesbe.

## Szereplők
| Szerep                       | Színész            | Magyar hang    |
| ---------------------------- | ------------------ | -------------- |
| Carson Phillips magánnyomozó | John Travolta      | Csankó Zoltán  |
| Doktor                       | Morgan Freeman     | Papp János     |
| Dr. Miles Mitchell           | Brendan Fraser     | Viczián Ottó   |
| Jayne Hunt                   | Famke Janssen      | Bertalan Ágnes |
| Rebecca 'Becky' Hunt         | Ella Bleu Travolta | ?              |
| Bing Walsh seriff            | Robert Patrick     | Rosta Sándor   |
| Slide Olsen                  | Peter Stormare     | Jakab Csaba    |
| Rose                         | Kat Graham         | ?              |
| Mrs. Johnson                 | Julie Lott         | Németh Kriszta |
| Lorenzo                      | Blerim Destani     | Seder Gábor    |
| Happy Chander                | Devin Ellery       | ?              |
| Violet Gregory               | Claudia Gerini     | ?              |
| Richard Gregory              | Frank Renzulli     | Fekete Zoltán  |
| Nick nagydarab testőre       | Nick Vallelonga    | ?              |
| Halottkém                    | Bill Luckett       | Kajtár Róbert  |
| Recepciós                    | Anson Downes       | Csuha Lajos    |

## Gyártás
Forest Whitaker korábban tárgyalásokat folytatott Dr. Mitchell szerepére, mielőtt Brendan Fraser elvállalta volna.
A film forgatására 2018 júniusában került sor Savannahban (Georgia) és a nyárt követően Olaszországban folytatták.

## Megjelenés
A filmet 2019. május 24-én adta ki a Lionsgate. A filmet Steve és Geraldine Salvatore, Richard Salvatore szülei emlékére dedikálták, aki maga a Mérgező rózsa című regényt is írta.